# Municipio de Six Mile (Illinois)
El municipio de Six Mile (en inglés: Six Mile Township) es un municipio ubicado en el condado de Franklin en el estado estadounidense de Illinois. En el año 2010 tenía una población de 3885 habitantes y una densidad poblacional de 40,73 personas por km².

## Geografía
El municipio de Six Mile se encuentra ubicado en las coordenadas 37°54′17″N 89°5′31″O / 37.90472, -89.09194. Según la Oficina del Censo de los Estados Unidos, el municipio tiene una superficie total de 95.39 km², de la cual 93,59 km² corresponden a tierra firme y (1,88 %) 1,79 km² es agua.

## Demografía
Según el censo de 2010, había 3885 personas residiendo en el municipio de Six Mile. La densidad de población era de 40,73 hab./km². De los 3885 habitantes, el municipio de Six Mile estaba compuesto por el 97,53 % blancos, el 0,21 % eran afroamericanos, el 0,28 % eran amerindios, el 0,15 % eran asiáticos, el 0,21 % eran de otras razas y el 1,62 % eran de una mezcla de razas. Del total de la población el 0,85 % eran hispanos o latinos de cualquier raza.